# Waysted
Waysted es una banda de heavy metal formada por el bajista de la agrupación UFO Pete Way y el músico escocés Fin Muir (Ian More) en 1982. Reclutaron a Frank Noon (ex- Def Leppard), Ronnie Kayfield y Paul Raymond. Waysted firmó con Chrysalis Records y lanzaron Vices en 1983.
La banda ha cambiado constantemente de formación, con músicos renunciando y retornando nuevamente, así como teniendo lapsos de inactividad constantes.

## Discografía
- Vices (1983) n.º 78 UK
- Waysted - EP (1984) n.º 73 UK
- The Good the Bad the Waysted (1985)
- Save Your Prayers (1986) n.º 185 US
- Wilderness of Mirrors (2000)
- You Won't Get Out Alive (2000)
- Back from the Dead (2004)
- The Harsh Reality (2007)
- Totally Waysted (2008)

## Músicos actuales
- Pete Way - bajo (1982–1987. 2003-2020)
- Fin Muir - voz (1982–1985; 2003–presente)
- Chris George - guitarra (2004–presente)
- Paul "RD" Haslin - batería (2003–presente)
- Nacho Jase - guitarra (2007–presente)